# Diócesis de Daejeon
La diócesis de Daejeon (en latín: Dioecesis Taeieonen(sis) y en coreano: 천주교 대전교구) es una circunscripción eclesiástica latina de la Iglesia católica en Corea del Sur, sufragánea de la arquidiócesis de Seúl. La diócesis es sede vacante desde el 11 de junio de 2021.

## Territorio y organización
La diócesis extiende su jurisdicción sobre los fieles católicos de rito latino residentes en el área metropolitana de Daejeon y la provincia de Chungcheong del Sur. 
La sede de la diócesis se encuentra en la ciudad de Daejeon, en donde se halla la Catedral de Santa Teresa del Niño Jesús.
En 2019 la diócesis estaba dividida en 142 parroquias.

## Historia
El vicariato apostólico de Daejeon fue erigido el 23 de junio de 1958 con la bula Sacro suadente del papa Pío XII separando territorio del vicariato apostólico de Seúl (hoy arquidiócesis).
El 10 de marzo de 1962 el vicariato apostólico fue elevado al rango de diócesis con la bula Fertile Evangelii semen del papa Juan XXIII.
En 2014 el papa Francisco visitó la diócesis para asistir a la VI Jornada Asiática de la Juventud.

## Episcopologio
- Andrien-Jean Larribeau, M.E.P. † (4 de julio de 1958-6 de noviembre de 1963 renunció[3])
- Peter Hoang Min Syeng † (22 de marzo de 1965-13 de febrero de 1984 falleció)
- Joseph Kyeong Kap-ryong † (2 de julio de 1984-1 de abril de 2005 retirado)
- Lazarus You Heung-sik (1 de abril de 2005 por sucesión-11 de junio de 2021 nombrado prefecto de la Sagrada Congregación para el Clero)
- Augustinus Kim Jong Soo, desde el 30 de julio de 2021 (administrador apostólico)

## Estadísticas
De acuerdo al Anuario Pontificio 2020 la diócesis tenía a fines de 2019 un total de 330 324 fieles bautizados.
| Año                                                                             | Población            | Población | Población      | Sacerdotes | Sacerdotes    | Sacerdotes    | Bautizados por sacerdote | Diáconos permanentes | Religiosos | Religiosos | Parroquias |
| Año                                                                             | Bautizados católicos | Total     | % de católicos | Total      | Clero secular | Clero regular | Bautizados por sacerdote | Diáconos permanentes | Varones    | Mujeres    | Parroquias |
| ------------------------------------------------------------------------------- | -------------------- | --------- | -------------- | ---------- | ------------- | ------------- | ------------------------ | -------------------- | ---------- | ---------- | ---------- |
| 1970                                                                            | 60 558               | 2 782 359 | 2.2            | 102        | 48            | 54            | 593                      |                      | 57         | 115        | 32         |
| 1980                                                                            | 71 176               | 2 892 762 | 2.5            | 65         | 62            | 3             | 1095                     |                      | 18         | 180        | 47         |
| 1990                                                                            | 115 866              | 3 054 479 | 3.8            | 92         | 89            | 3             | 1259                     |                      | 13         | 298        | 70         |
| 1999                                                                            | 184 212              | 3 264 992 | 5.6            | 157        | 149           | 8             | 1173                     |                      | 18         | 420        | 84         |
| 2000                                                                            | 183 919              | 3 294 530 | 5.6            | 167        | 156           | 11            | 1101                     |                      | 23         | 436        | 89         |
| 2001                                                                            | 187 588              | 3 320 744 | 5.6            | 169        | 155           | 14            | 1109                     |                      | 29         | 461        | 90         |
| 2002                                                                            | 212 445              | 3 326 946 | 6.4            | 185        | 171           | 14            | 1148                     |                      | 30         | 416        | 93         |
| 2003                                                                            | 215 895              | 3 327 370 | 6.5            | 201        | 187           | 14            | 1074                     |                      | 22         | 443        | 96         |
| 2004                                                                            | 214 788              | 3 357 778 | 6.4            | 207        | 194           | 13            | 1037                     |                      | 20         | 519        | 102        |
| 2006                                                                            | 221 711              | 3 435 088 | 6.5            | 216        | 202           | 14            | 1026                     |                      | 31         | 526        | 107        |
| 2013                                                                            | 286 929              | 3 729 460 | 7.7            | 290        | 272           | 18            | 989                      |                      | 45         | 635        | 127        |
| 2016                                                                            | 311 762              | 3 818 000 | 8.2            | 325        | 295           | 30            | 959                      |                      | 45         | 571        | 137        |
| 2019                                                                            | 330 324              | 3 928 627 | 8.4            | 354        | 319           | 35            | 933                      |                      | 45         | 601        | 142        |
| Fuente: Catholic-Hierarchy, que a su vez toma los datos del Anuario Pontificio. |                      |           |                |            |               |               |                          |                      |            |            |            |